# Lycaenopsis vesontia
Lycaenopsis vesontia är en fjärilsart som beskrevs av Hans Fruhstorfer 1917. Lycaenopsis vesontia ingår i släktet Lycaenopsis och familjen juvelvingar. Inga underarter finns listade i Catalogue of Life.